# Cogullada becgrossa
La cogullada becgrossa (Galerida magnirostris) és una espècie d'ocell de la família dels alàudids (Alaudidae).

## Hàbitat i distribució
Habita camp obert amb vegetació dispersa i terres de conreu de Sud-àfrica a l'oest de Transvaal, Estat Lliure d'Orange, Lesotho i Província del Cap.